# Harpenden
Harpenden är en stad i civil parish Harpenden Town, i grevskapet Hertfordshire i England. Staden ligger i distriktet St Albans, mittemellan städerna St Albans och Luton, cirka 38 kilometer nordväst om London. Tätorten (built-up area) hade 30 240 invånare vid folkräkningen år 2011. Harpenden är en sovstad, med direkta järnvägsförbindelser till centrala London.

## Historia
Det finns belägg för att förromerska belgierska bönder har funnits i trakten kring staden, bland annat gjordes flera arkeologiska fynd år 1867. Det finns flera romerska efterlämningar runt Harpenden, bland annat ett mausoleum i parken vid Rothamsted.